# Hans Klerx
Hans Klerx (19 oktober 1943 – 24 juni 1982) was een Nederlands dirigent en trombonist.

## Levensloop
Klerx was al in jonge jaren met de muziek verbonden, omdat hij vanuit een muzikale familie afkomstig is. Hij vertelde met humor, dat hem de muziek in het algemeen en blazen in het bijzonder met de paplepel is ingegoten. Als kind had ik al een trompetje. Een broer was directeur van een muziekschool, een zus geeft lessen muziektheorie en praktijk slagwerk en zelf was ik vele jaren dag-in-dag-uit bezig met de blaasmuziek en blaasorkesten. Wat mij daarin zo aantrekt is de directheid van de klanken en de felheid waarmee gespeeld wordt.
Hij studeerde trombone bij Hans Maassen, harmonie- en fanfaredirectie bij Piet Stalmeier en orkestdirectie bij Edo de Waart aan het toenmalige Brabants Conservatorium te Tilburg. Hij leidde in de provincie Noord-Brabant en in de provincie Limburg onder andere zes amateurorkesten. En dat hij grote vakkennis had, werd door de vele prijzen, die hij jaarlijks met zijn orkesten in de wacht sleepte bewezen. In 1972 werd hij met de Koninklijke Philharmonie Bocholtz landskampioen in de superieure afdeling (toen de hoogste afdeling) van de Federatie van Katholieke Muziekbonden in Nederland (FKM). In 1980 werd hij met de Rooms-Katholieke Gildenbondsharmonie uit Boxtel eveneens landskampioen in de superieure afdeling van dezelfde FKM. Met het Andels Fanfare Corps uit Andel en de Fanfare "Nos Jungit Apollo", Sint Oedenrode werd hij viermaal landskampioen binnen de Koninklijke Nederlandse Federatie van Muziekverenigingen (KNFM). Verder dirigeerde hij ook de Harmonie "Koningin Wilhelmina", Wamel.
In 1981 werd hij door het Ministerie van Cultuur, Recreatie en Maatschappelijk Werk (C.R.M.) benoemd tot Landelijk consulent voor de blaasmuziek. Hij was ook lid van de redactie van het maandblad St.-Caecilia van de FKM.